# Enrico Montani
Enrico Montani (Verbania, 27 settembre 1967) è un politico italiano.

## Biografia
Vive a Domodossola (Verbano Cusio Ossola).

### Attività politica
Entra in politica a 23 anni, quando diviene responsabile del Movimento Giovani Padani.
Dal 1999 ad ottobre 2011 è stato Segretario provinciale della Lega Nord di Verbano-Cusio-Ossola, mentre dal 2002 al 2007 è stato Vice Segretario Regionale della Lega in Piemonte. Dal 2001 al 2006 è inoltre stato responsabile organizzativo del partito in Piemonte, nonché Commissario delle sezioni provinciali Lega Nord di: V:C:O:, Cuneo e Canavese e della sezione cittadina di Torino.
Dal 2000 al 2005 è stato capo di gabinetto del Presidente del Consiglio Regionale Roberto Cota ed alle elezioni regionali in Piemonte del 2005 è candidato non eletto.
Il 28 febbraio 2016 viene nominato responsabile organizzativo nazionale del Piemonte da Molinari Riccardo, e diviene assessore nel comune di Verbania dal gennaio 2012 al aprile 2013 con deleghe a turismo, grandi eventi e frontalierato.
Nel 2014 ricandidato in Consiglio Comunale a Verbania colleziona, appena 14 preferenze personali. 

#### Elezione a deputato
Alle elezioni politiche del 2006 viene eletto alla Camera dei Deputati, nelle liste della Lega Nord nella circoscrizione Piemonte 2.
Durante la XV legislatura presenta tre proposte di legge come primo firmatario: una di queste prevede la legalizzazione della distillazione domestica e senza fini di lucro della grappa e delle acquaviti di frutta. Le altre due proposte di legge di Montani, una sull'attribuzione alla provincia del Verbano-Cusio-Ossola dello statuto di autonomia provinciale, l'altra sulle terapie del dolore e le cure palliative sono state assegnate rispettivamente alla Commissione Affari costituzionali e alla Commissione Affari sociali.
Dal 2007 al 2009 è inoltre stato Consigliere comunale ad Omegna.

#### Elezione a senatore
Alle elezioni politiche del 2008 passa al Senato, venendo eletto senatore nella circoscrizione Piemonte.
Alle elezioni comunali di Verbania del 2009 viene eletto Consigliere comunale con 92 preferenze, andando a ricoprire l'incarico di Capogruppo della Lega Nord in Consiglio comunale.
Durante questo secondo mandato parlamentare Montani ha presentato cinque proposte di legge come primo firmatario.
Nel gennaio del 2009 Montani viene nominato da Bossi e da Roberto Calderoli (coordinatore delle Segreterie nazionali della Lega Nord) coordinatore delle regioni meridionali: la sua attività in questo campo si è rivolta soprattutto verso la Calabria (la moglie Francesca Pangallo è di origine calabrese). Tra l'altro, nel maggio del 2009 ha presentato una proposta di legge su Catanzaro capoluogo, riprendendo il contrasto tra il capoluogo di regione e Reggio Calabria, sede del Consiglio regionale: la proposta è stata assegnata alla Commissione Affari costituzionali, che non ne cominciò mai l'esame.
Sarà rieletto senatore alle elezioni politiche del 2018, nonostante i dubbi di una parte del partito per i suoi problemi legati al fallimento del Verbania Calcio.
Vice presidente del gruppo Lega Salvini Premier -Partito sardo d'Azione, capogruppo Lega in VI commissione Finanze e Tesoro, componente della commissione bicamerale Antimafia.
Il 21 Marzo 2019 il Senato pignora parte del suo stipendio, per un debito di 43 mila, la notizia balza tristemente agli onori delle cronache. 
Nel gennaio 2020 firma, insieme ad altri cinque leghisti, per il referendum sul taglio dei parlamentari, messo in forse dal ritiro di un gruppo di esponenti di Forza Italia. Le firme depositate in Cassazione raggiungono quota 71, sette in più del necessario.

## Interessi nel calcio locale
Da sempre capotifoso del Verbania Calcio (e appartenente ai Drughi della Juventus), Montani nell'estate del 2007 (mentre è presidente dell'Hellas Verbania di Mergozzo) accetta la proposta del presidente del Verbania Calcio Vincenzo Cinque di entrare nella società come vicepresidente. Nell'estate del 2009 Cinque vende le proprie quote societarie a Montani che assume la carica di presidente per poi cederla alla moglie Francesca Pangallo. Dal 9 novembre 2008 al 28 febbraio 2010 il Verbania Calcio rimane imbattuto per 46 partite consecutive, guidato in panchina da Giancarlo Boldini. L'esperienza come presidente del Verbania calcio termina con il fallimento di quest'ultimo. 
Nel 2013 la trasmissione Le Iene, realizza un servizio sui problemi economici del Verbania Calcio.
Nel 2018 Le Iene, tentano di realizzare un nuovo servizio sul Montani ma misteriosamente il servizio non andrà mai in onda.